# فلوئورید ساماریم (III)
فلوئورید ساماریم(III) (به انگلیسی: Samarium(III) fluoride) با فرمول شیمیایی SmF3 یک ترکیب شیمیایی با شناسه پاب‌کم 83714 است. که جرم مولی آن 207.36 g/mol می‌باشد. شکل ظاهری این ترکیب، پودر زرد بی‌بو است.